# Kanton Avesnes-sur-Helpe-Nord
Der Kanton Avesnes-sur-Helpe-Nord war bis 2015 ein französischer Kanton im Arrondissement Avesnes-sur-Helpe, im Département Nord und in der Region Nord-Pas-de-Calais; sein Hauptort war Avesnes-sur-Helpe. Vertreter im Generalrat war zuletzt von 1985 bis 2015 Alain Poyart.
Der Kanton Avesnes-sur-Helpe-Nord war 128 km² groß und hatte 9.182 Einwohner (Stand: 1999).

## Gemeinden
Der Kanton bestand aus dem nördlichen Teil der Stadt Avesnes-sur-Helpe (angegeben ist hier die Gesamteinwohnerzahl, im Kanton waren es ca. 2.200 Einwohner) und 13 weiteren Gemeinden:
| Gemeinde                | Einwohner Jahr | Fläche km² | Bevölkerungsdichte | Code INSEE | Postleitzahl |
| ----------------------- | -------------- | ---------- | ------------------ | ---------- | ------------ |
| Avesnes-sur-Helpe       | 4.778 (2013)   | –          | – Einw./km²        | 59036      | 59440        |
| Bas-Lieu                | 347 (2013)     | –          | – Einw./km²        | 59050      | 59440        |
| Beugnies                | 638 (2013)     | –          | – Einw./km²        | 59078      | 59216        |
| Dompierre-sur-Helpe     | 894 (2013)     | –          | – Einw./km²        | 59177      | 59440        |
| Dourlers                | 577 (2013)     | –          | – Einw./km²        | 59181      | 59440        |
| Felleries               | 1.490 (2013)   | –          | – Einw./km²        | 59226      | 59740        |
| Flaumont-Waudrechies    | 385 (2013)     | –          | – Einw./km²        | 59233      | 59440        |
| Floursies               | 136 (2013)     | –          | – Einw./km²        | 59240      | 59440        |
| Ramousies               | 234 (2013)     | –          | – Einw./km²        | 59493      | 59177        |
| Saint-Aubin             | 374 (2013)     | –          | – Einw./km²        | 59529      | 59440        |
| Saint-Hilaire-sur-Helpe | 781 (2013)     | –          | – Einw./km²        | 59534      | 59440        |
| Sémeries                | 546 (2013)     | –          | – Einw./km²        | 59562      | 59440        |
| Semousies               | 248 (2013)     | –          | – Einw./km²        | 59563      | 59440        |
| Taisnières-en-Thiérache | 453 (2013)     | –          | – Einw./km²        | 59583      | 59550        |